# Carl-Gustaf Undhagen
Carl-Gustaf Undhagen, född den 6 januari 1926 i Ånge, Västernorrlands län, död den 20 maj 1997 i Malmö, var en svensk klassisk filolog.
Undhagen avlade studentexamen i Skara 1946, filosofie kandidatexamen och filosofisk ämbetsexamen i Uppsala 1950 samt filosofie licentiatexamen där 1957. Han promoverades till filosofie doktor och blev docent i latinska språket och litteraturen vid Uppsala universitet 1960, vid Lunds universitet 1964. Undhagen publicerade Birger Gregersons Birgitta-officium (doktorsavhandling 1960), ett flertal vetenskapliga uppsatser rörande medeltidslatin och tidningsartiklar om Heliga Birgitta och Linné. Han blev vice preses i Vetenskapssocieteten i Lund 1976. Undhagen vilar i minneslund på Limhamns kyrkogård.